# 奈半利安芸道路
奈半利安芸道路（なはりあきどうろ）は地域高規格道路の阿南安芸自動車道の内、高知県安芸郡奈半利町芝崎から高知県安芸市伊尾木の安芸東ICまでの区間のことである。一般国道55号のバイパスとして扱われる。

## 概要
奈半利安芸道路
- 起点 : 高知県安芸郡奈半利町芝崎
- 終点 : 高知県安芸市伊尾木
- 総延長 : 13.1km（奈半利～安田 : 4.0km、安田～安芸 : 9.1km）
- 規格 : 第1種第3級
- 道路幅員 : 12.0m
- 車線幅員 : 3.5m
- 車線数 : 完成2車線
- 設計速度 : 80km/h
- 通行料金 : 無料

## 位置関係
- （徳島・阿南方面）- 北川道路 - 北川奈半利道路 - 奈半利安芸道路 - 安芸道路 - 南国安芸道路 - （高知方面）

## インターチェンジなど
- 奈半利インターチェンジ（仮称）
- 田野インターチェンジ（仮称）
- 安田インターチェンジ（仮称）
- 安芸東インターチェンジ

## 歴史
- 2022年（令和4年）3月25日 : 安田～安芸　事業化[3]
- 2024年（令和6年）4月1日 : 奈半利～安田　事業化[4]

### 今後の開通予定
- 未定